# Joel Hirschhorn
Joel Hirschhorn (* 18. Dezember 1937 in der Bronx, New York City; † 17. September 2005 in Thousand Oaks, Kalifornien) war ein US-amerikanischer Komponist und Songschreiber.

## Leben
Joel Hirschhorn hat zahlreiche Filme vertont und wurde viermal für den Oscar, viermal für den Golden Globe und zweimal für den Tony Award nominiert. Er gewann zweimal den Oscar, und zwar mit seinem Partner Al Kasha für die Filmmusik „The Morning After“ in Die Höllenfahrt der Poseidon (1973) und „We May Never Love Like This Again“ in Flammendes Inferno (1975). 1977 wurden Hirschhorn und Kasha für zwei Oscars im Film „Pete's Dragon“ (Elliot, das Schmunzelmonster) (1977) nominiert. Die Fernsehserien JAG – Im Auftrag der Ehre, South Park und Die Simpsons wurden von ihm musikalisch instrumentalisiert.
Hirschhorn verkaufte weit über 93 Millionen Schallplatten, die er beispielsweise mit Elvis Presley, Aretha Franklin, Roy Orbison, Frank Sinatra und Julian Lennon aufgenommen hat.
Joel Hirschhorn war mit der Dokumentarfilmerin Jennifer Carter verheiratet, die ihn überlebte.

## Filmografie
- 1972: Poseidon Inferno (The Poseidon adventure) – Regie: Ronald Neame
- 1974: Flammendes Inferno (The towering inferno) – Regie: John Guillermin, Irwin Allen
- 1977: Elliot, das Schmunzelmonster (Pete’s dragon) – Regie: Don Chaffey
- 1990: Was kostet ein Leben? (The closer) – Regie: Dimitri Logothetis
- 1991: Streethunter – Eine gnadenlose Jagd (Rescue me) – Regie: Arthur Allan Seidelman
- 1996: Club der Gespielinnen (Club V. R.) – Regie: Gary Hudson